# Nedra Herten
Nedra Herten är en sjö i Bollnäs kommun i Hälsingland och ingår i Ljusnans huvudavrinningsområde. Sjön är 18 meter djup, har en yta på 3,48 kvadratkilometer och befinner sig 77 meter över havet, samma nivå som Övra Herten via sundet vid Holma-Bron Sjöarna avvattnas av vattendraget Herteån.

## Delavrinningsområde
Nedra Herten ingår i det delavrinningsområde (679450-153250) som SMHI kallar för Utloppet av Nedra Herten. Medelhöjden är 112 meter över havet och ytan är 22,7 kvadratkilometer. Räknas de 5 avrinningsområdena uppströms in blir den ackumulerade arean 70,59 kvadratkilometer. Herteån som avvattnar avrinningsområdet har biflödesordning 2, vilket innebär att vattnet flödar genom totalt 2 vattendrag innan det når havet efter 45 kilometer. Avrinningsområdet består mestadels av skog (59 procent) och jordbruk (13 procent). Avrinningsområdet har 3,45 kvadratkilometer vattenytor vilket ger det en sjöprocent på 15,2 procent.